# Protrinemuridae
Protrinemuridae es una familia de insectos primitivos del orden Zygentoma. Anteriormente la familia estuvo clasificada como una subfamilia de Nicoletiidae.

## Géneros
- Protrinemura Silvestri, 1942
- Protrinemurella Mendes, 2002
- Protrinemuroides Mendes, 2002
- Trinemophora Schaeffer, 1897